# 中国四国学生駅伝競走大会
中国四国学生駅伝競走大会（ちゅうごくしこくがくせいえきでんきょうそうたいかい）は中国四国学生陸上競技連盟が主催する大学駅伝大会である。
男子は中国四国学連と中国新聞社の主催のもと、11月最終週に山口県山口市で開催される。優勝校には翌年の出雲駅伝の出場権が与えられる。
女子（中国四国学生女子駅伝競走大会）は、12月中旬に広島県東広島市で開催される。かつては全日本大学女子駅伝の中国四国地区選考会として毎年9月下旬に広島県庄原市の道後山高原クロカンパークで開催されていたが、2017年の第22回大会をもって駅伝形式の選考会は終了し、2018年からは全選手が一斉にスタートしチーム内上位6人の合計タイムで争う形式に移行。2020年より大会名も中国四国学生女子長距離チームレース大会に変更された。2024年より、全日本大学女子駅伝選考会とは別の大会として新たに第23回大会を開催している。

## コース

### 男子
山口市民会館前から県道宮野大歳線・国道262号を経由しやまぐちリフレッシュパーク入口から仁保地区を周回する全6区間、53.5kmで実施されている。
山口県山口市 （6区間 53.5km）
- 第1区 8.9km 山口市民会館前～防長バス深野バス停前
- 第2区 8.6km 防長バス深野バス停前～仁保川周回～防長バス深野バス停前
- 第3区 12.5km 防長バス深野バス停前～仁保上郷（県道仁保中郷奈美線・引谷篠目線交差点）折り返し～大富公民館前
- 第4区 7.0km 大富公民館前～県警自動車修理工場前
- 第5区 6.0km 県警自動車修理工場前～防長バス深野バス停前
- 第6区 10.5km 防長バス深野バス停前～リフレッシュパーク第三駐車場

### 女子
東広島運動公園内を周回する全5区間、17.2kmで実施されている。
広島県東広島市 （5区間 17.2km）
- 第1区 4.9km
- 第2区 2.0km
- 第3区 3.1km
- 第4区 3.1km
- 第5区 4.1km

## 歴代優勝校

### 男子
| 回     | 開催日         | 優勝校        | 優勝タイム    |
| ------ | -------------- | ------------- | ------------- |
| 第51回 | 2007年12月2日  | 広島経済大学A | 2時間45分59秒 |
| 第52回 | 2008年12月7日  |               |               |
| 第53回 | 2009年12月6日  | 広島大学A     | 2時間48分05秒 |
| 第54回 | 2010年12月5日  | 広島大学A     | 2時間48分20秒 |
| 第55回 | 2011年12月4日  | 広島大学A     | 2時間48分08秒 |
| 第56回 | 2012年12月2日  | 広島経済大学  | 2時間46分40秒 |
| 第57回 | 2013年12月1日  | 広島経済大学  | 2時間46分28秒 |
| 第58回 | 2014年12月7日  | 広島経済大学A | 2時間45分50秒 |
| 第59回 | 2015年12月6日  | 広島経済大学  | 2時間44分40秒 |
| 第60回 | 2016年12月4日  | 広島経済大学  | 2時間43分27秒 |
| 第61回 | 2017年12月3日  | 広島経済大学  | 2時間44分19秒 |
| 第62回 | 2018年12月2日  | 広島経済大学  | 2時間44分22秒 |
| 第63回 | 2019年12月1日  | 環太平洋大学  | 2時間42分12秒 |
| 第64回 | 2020年12月6日  | 広島経済大学  | 2時間39分56秒 |
| 第65回 | 2021年12月5日  | 環太平洋大学  | 2時間40分09秒 |
| 第66回 | 2022年11月27日 | 広島経済大学  | 2時間42分29秒 |
| 第67回 | 2023年11月26日 | 広島経済大学  | 2時間42分03秒 |
| 第68回 | 2024年11月24日 | 環太平洋大学  | 2時間42分31秒 |

### 女子
| 回     | 開催日         | 優勝校                         | 優勝タイム    |
| ------ | -------------- | ------------------------------ | ------------- |
| 第15回 | 2010年9月23日  | 松山大学                       | 1時間18分30秒 |
| 第16回 | 2011年9月23日  | 松山大学                       | 1時間16分39秒 |
| 第17回 | 2012年9月22日  | 松山大学                       | 1時間26分43秒 |
| 第18回 | 2013年9月23日  | 松山大学                       | 1時間23分17秒 |
| 第19回 | 2014年9月14日  | 岡山大学                       | 1時間32分34秒 |
| 第20回 | 2015年9月23日  | 松山大学                       | 1時間26分44秒 |
| 第21回 | 2016年9月22日  | 松山大学                       | 1時間26分28秒 |
| 第22回 | 2017年9月23日  | 東亜大学                       | 1時間29分23秒 |
| 第23回 | 2024年12月15日 | 山口・周南公立・至誠館大学連合 | 1時間01分37秒 |

## 2024年大会出場チーム

### 男子
- 環太平洋大学
- 岡山大学
- 広島経済大学
- 広島大学
- 島根大学
- 広島修道大学
- 愛媛大学
- 山口大学
- 徳島大学
- 鳥取大学
- 至誠館大学
- 香川大学
- 岡山理科大学
- 高知大学
- 下関市立大学

### 女子
- 山口大学・周南公立大学・至誠館大学連合
- 東亜大学
- 徳島大学
- 広島大学
- 広島国際大学
- 岡山大学
- 鳥取大学
- 愛媛大学・徳島大学連合
- 川崎医療福祉大学
- 島根大学・島根大学医学部連合